# Psaliodes purpurea
Psaliodes purpurea är en fjärilsart som beskrevs av William Schaus 1901. Psaliodes purpurea ingår i släktet Psaliodes och familjen mätare. Inga underarter finns listade i Catalogue of Life.